# The Beloved Rogue

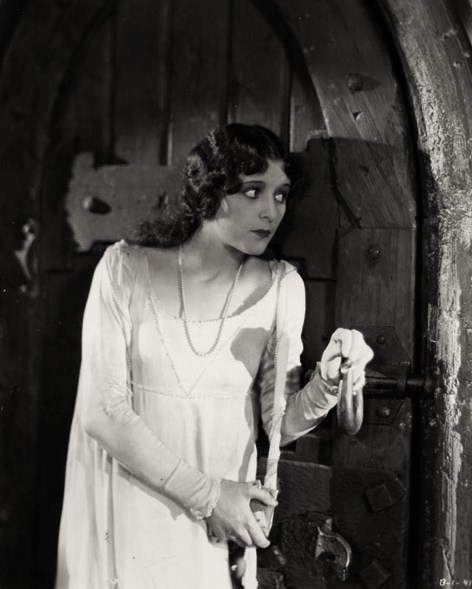
Marceline Day em cena do filme

The Beloved Rogue (bra Amor de Boêmio) é um filme mudo norte-americano de 1927, dirigido por Alan Crosland para a United Artists, com roteiro baseado na peça teatral If I Were King, de Justin Huntly McCarthy, por sua vez inspirado na vida do poeta francês François Villon, que viveu no século XV.
A história já havia sido filmada em 1920 como If I Were King, e refeito mais tarde, desta vez com som, com o mesmo título.

## Elenco
- John Barrymore – François Villon
- Conrad Veidt – Luís 11
- Marceline Day – Charlotte de Vauxcelles
- W. Lawson Butt – Duque da Borgonha
- Henry Victor – Thibault d'Aussigny
- Slim Summerville – Jehan
- Mack Swain – Nicholas
- Angelo Rossitto
- Nigel De Brulier – astrólogo
- Lucy Beaumont – mãe de Villon
- Otto Matieson – Olivier
- Jane Winton
- Rose Dione – Margot
- Bertram Grassby – Duque de Orleães
- Dick Sutherland – Tristão o eremita